# Beta Gruis
Beta Gruis (β Gru, Tiaki) – druga co do jasności gwiazda w gwiazdozbiorze Żurawia (wielkość gwiazdowa: 2,07m). Odległa od Słońca o około 177 lat świetlnych.

## Nazwa
Gwiazda ta ma nazwę własną Tiaki, którą nadali jej Polinezyjczycy z wysp Tuamotu. W katalogu Mohammada al Tizini była opisana jako „tylna na końcu ogona” (Ryby Południowej). Międzynarodowa Unia Astronomiczna w 2017 roku formalnie zatwierdziła użycie nazwy Tiaki dla określenia tej gwiazdy.

## Charakterystyka
Jej wielkość absolutna to −1,60m. Należy do typu widmowego M4,5 lub M5. Temperatura tego czerwonego olbrzyma to około 3400 K, emituje on 3900 razy więcej promieniowania niż Słońce. Ma ona promień około 0,8 jednostki astronomicznej, większy niż promień orbity Wenus, a jej masa jest około trzykrotnie większa niż masa Słońca. Gwiazda ta kończy życie, jej jądro zawiera obecnie węgiel i tlen i ustały w nim reakcje syntezy. Beta Gruis jest gwiazdą zmienną półregularną, jej jasność zmienia się z okresem co najmniej 37 dni z amplitudą 0,4 m (1,9–2,3m). W przyszłości stanie się mirydą, a potem odrzuci otoczkę. 450 milionów lat temu zaczęła życie jako gorąca, błękitna przedstawicielka typu B8.
Długo była ona uważana za gwiazdę pojedynczą, ale interferometria wskazuje na obecność towarzyszki odległej o mniej niż 0,22″ (11 au), o której poza tym nic nie wiadomo.
Gwiazdę Beta Gruis można zobaczyć z południowej Europy. Cała konstelacja jest widoczna dla obserwatorów na południe od 34° N. Na mapach nieba pojawiła się dopiero w 1603 roku.